# Коротан (футбольный клуб, Превалье)
Футбольный клуб «Коротан» Превалье (словен. Nogometni Klub Korotan Prevalje) — бывший словенский футбольный клуб из города Превалье, который провёл 9 полноценных сезонов в Первой лиге Словении. Клуб был расформирован по финансовым причинам по ходу сезона 2002/2003, в котором команда успела провести 11 игр.
В 2003 году был основан клуб ДНШ Превалье, который претендовал на правопреемство «Коротана» . Однако официально клуб не был признан Футбольным союзом Словении правопреемником бывшей команды из Превалье, и поэтому все их достижения и рекорды разделяются.

## Достижения
- Финалист Кубка Словении: 2000
- 2-е место во Вторая лига Словении по футболу: 1993/94